# تحليل المخاطر ونقاط التحكم الحرجة

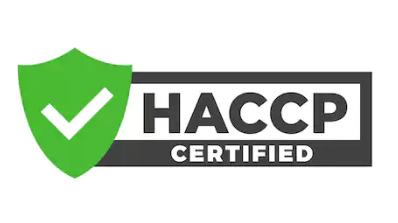

نظام تحليل المخاطر ونقاط التحكم الحرجة أو مراقبة سلامة الأغذية للنقاط الحرجة (بالإنجليزية: Hazard analysis and critical control points
)‏ (HACCP) هو نظام وقائي يعنى بسلامة الغذاء من خلال تحديد الأخطارHAZARDS التي تهدد سلامته، سواء أكانت بيولوجية أوكيميائية أو فيزيائية، ومن ثم تحديد النقاط الحرجة CCPs التي يلزم السيطرة عليها لضمان سلامة المنتج.

## تَحليل المَخَاطِر ونقاط التَحكم الحَرِجَة
«يحرر» تَحليل المَخَاطر ونِقَاط التحكم الحَرجة، أو) (/ˈhæsʌp/)(HACCP) هو نِظام وقائي يَهتم بسلامةِ الغذاءِ مِن المَخَاطر البيولوجية، الكِيميائية، والفيزيائية في عَمليات الإِنتاج التي قَد تُهدد سَلامَته ورسم الإجراءات لخفضِ نسبة المَخَاطِر لمُستوى الآمن. تَحليل المَخَاطر ونقاط التَحكم الحَرجة حاول تجنب المَخَاطر بَدلًا مِن مُحاولة فحص المُنتجات النِهائية للبحثِ عن آثار هذه المَخاطر. إِن نِظام تَحليل المخاطِر ونِقاط التَحكم الحَرجة يَصْلح لجميعِ مَراحل سِلسلة الغِذاء،  بِدايةً مِن إنتاج الغذاء، عَمليات التَحضير، مُتضمِنة التعبئة والتغليف، التَوزيع .. إلخ. إدارة الغِذاء والدواء (FDA) ووِزارة الِزراعة في الولايات المتحدة (USDA) تُطالبان بإِلزام نِظام تَحليل المَخاطر ونِقاط التَحكم الحَرجة للعَصير واللَّحم كمَنْهج فَعال الأمَان الطِعام وحماية الصِحة العامة. نِظام تَحليل المَخاطر ونِقاط التَحكم الحَرجة للحم مُنظم بواسِطة وِزراة الزِراعة في الولايات المُتحدة الأمريكية، بَينمَا المَأكولات البَحرية والعَصائر مُنظمة بِواسِطة إدارة الغِذاء والدواء. كُل مَجموعات الغِذاء الأُخرى في الوِلايات المُتحدة الأمريكية قَد طُلبت للتَسجيل بِواسِطة إدارة الغذاء والدواء تَحت قَانون الأَمن والصِحة العَامة والاستعداد للإرهاب البَيولوجي واستجابته في 2002، إضَافة إلى الشَركات خَارج الوِلايات المُتحدة التي تُصدر الطَعام إليها، قَد إنتقلت إلى خِطط تَحليل المَخاطر والضَوابِط الوِقائية القَائمة على المَخاطر(HARPC) ]بحاجة لمصدر.[
يعتقد نِظام تحليل المخاطر ونقاط التَحكم الحَرجة لإيقاف الذي نَتج عن مُراقبة عمليات الإنتاج قَد استُخدم في الحَرب العالمية الثانية، بِسبب الاختبار التقليدي لنِهاية المَاسورة على آليات حرق قَذيفة سِلاح المَدفعية التي لايُمكن تَنفيذها، وشَريحة كَبيرة مِن قَذيفات سِلاح المَدفعية كُنت قَد صُنعت في الفترة التي كَانت إما أن تَفشل أو تُخفق فيها. تَحليل المَخاطر ونقاط التحكم الحرجة قد تم تخيله في الستينات عِندما قَام المركز الوطني للملاحة الجوية في الفضاء بأمريكا (ناسا) بسؤال بيلسبري لتصميم وصناعة الأطعمة الأولى لرحلات الفضاء؛ مُنذ ذلك الحين أَصبح تَحليل المَخاطر ونِقاط التَحكم الحرجة يُستخدم كأداة مَنطقية لمُلائمة طُرق الرعاية التقليلدية على أساسٍ علمي حَديث كنظام غذائي آمن. بُناءًا على تقييم المَخاطر كانت خطة نظام تحليل المخاطر ونقاط التحكم الحرجة هي أن تُتيح الفُرصة لكل مِن الصِناعة والحكومة أَن تَقوم بِتقسيم مواردها بكفاءةٍ مِن أجل بِناء مُنتجات طعام آمنة وصحية. في عام 1994 أُنشئ تَحالف المُؤسسة العَالمية لتحليلِ المخاطرِ ونقاط التحكم الحرجة لغذاء الولايات المُتحدة الأمريكية وصناعات الدواجن لمساعدتهم على تنفيذ نظام تحليل المخاطر ونقاط التحكم الحرجة أما الآن فإن عضويته إنتشرت على مستوى كبير لكلِ الصناعات.
وبالتالي فإن نِظام تَحليل المَخاطر ونقاط التحكم الحرجة قد تم تطبيقه على صناعات أخرى غير الطعام، مثل مُستحضرات التَجميل والأدوية. هذه الطريقة التي تسعى في الواقع إلى خطة مُمارسات غير آمنة مُعتمدة على العلمِ والتي تختلف عن طُرق رقابة جودة الإنتاج والتنفيذ التقليدية التي لا تصنع شئ حِيال مَنع حُدوث المَخاطر أو التصدي لها. إن نِظام تَحليل المَخاطر ونقاط التَحكم الحَرجة يهتم فقط بقضايا الأمن الصحية الخاصة بالمنتجاتِ وليس جودتها، حَتى الآن إِن مَبادئ تَحليل المَخاطر ونقاط التحكم الحرجة هي قواعد لمعظم نُظم جودة الطعام وسلامته.  في الولايات المُتحدة الأمريكية إلزام تَحليل المَخاطر ونقاط التَحكم الحَرجة يُنظم بواسطة قانون اللوائح الفيدرالية الجزء 120 و123؛ وبالمثلِ مُؤسسة الطعام والزراعة ومؤسسة الصِحة العالمية نشرتا خِطةٍ موجهةٍ لكلِ الحُكومات للإلمام بالقضايا في أصغر وأقل أعمال الطِعام تطورًا.

## دواعي استخدام نظام تحليل المخاطر (HACCP)
- عدم فعالية الطرق التقليدية في الحد من التسمم الغذائي.
- التمشي مع نظام التجارة العالمي الجديد.
- اشتراط بعض الدول تطبيق هذا النظام على المنتجات الموردة لها.
- الرغبة في اشراك القطاع الخاص في عملية الرقابة.

## مزايا نظام تحليل المخاطر (HACCP)
- يؤدي إلى جعل المنشأة معنية بالرقابة الغذائية (الرقابة الذاتية) وهذا أيضاً يقلل من عدد زيارات التفتيش وعدد المفتشين من الجهات الرقابية.
- يؤدي إلى جعل متداولي الغذاء أكثر تفهما لسلامة الغذاء وبالتالي ضمان فاعليتهم في إنتاج غذاء مأمون.
- نظراً لطبيعة نظام الهاسب، فيجب توافر حد أدنى من التأهيل في من يكون معنياً بتطبيق نظام الهاسب، وعليه فإن أية منشأة جادة في تطبيقه سوف يكون لزاماً عليها تأهيل العاملين.
- يسهل مهمة التفتيش بالنسبة للجهات الرقابية.
- توثيق كل ما يمس سلامة الغذاء بشكل مكتوب أو بأي طريقة يمكن الرجوع إليها عند الحاجة .
- اعتماده على متطلبات Prerequisites يجب أن تكون مكتوبة ومفصلة.
- يمكن تصنيف المنشآت بسهولة وفقا لمستواها الصحي.
- يقلل من فرص سحب المنتج من السوق Product Recall حيث أنه نظام وقائي يعمل على الحد من الأخطار الممكنة المرتبطة بالغذاء.
- يفتح المجال أمام الشركات للتصدير للأسواق العالمية.
- يزيد من ثقة المستهلك في المنتج.

## القواعد السبع لنظام تحليل المخاطر (HACCP)
- القاعدة الأولى: إجراء تحليل للمخاطر Hazard analysis
- القاعدة الثانية: تحديد نقاط التحكم الحرجة Critical control points
- القاعدة الثالثة: تعيين الحدود الحرجة Critical limits
- القاعدة الرابعة: استحداث طرق للرصد Procedures to monitor
- القاعدة الخامسة: استحداث إجراءات تصحيحية Corrective actions
- القاعدة السادسة: استحداث نظام للتدقيق Verification
- القاعدة السابعة: استحداث نظام للتوثيق Documentation

### القاعدة الأولى
إجراء تحليل للمخاطر Hazard analysis.
تهدف هذه القاعدة إلى تحديد المخاطر التي يحتمل أن تحدث بنسبة احتمالية معقولة إذا لم تتم السيطرة عليها، وهذا يستلزم تحديد الخطوات التصنيعية التي يمر بها الغذاء من البداية حتى النهاية والمتابعة.

### القاعدة الثانية
تحديد نقاط التحكم الحرجة Critical control points
هذه القاعدة تستلزم تحديد الخطوات التصنيعية التي يمكن عندها السيطرة على المخاطر التي تم تحديدها في القاعدة الأولى بمنعها Prevention أو بالتخلص منها نهائيا Elimination أو بالتقليل منها إلى مستوى مقبول.

### القاعدة الثالثة
وضع الحدود الحرجة Critical limits
بعد تحديد CCP، من الأهمية بمكان التأكد من أن هذه النقاط تحت السيطرة، وهذا يتم بتحديد منطقة الأمان Safety boundaries، ويستعان بالمواصفات التي تضعها الجهات التشريعية ونتائج الأبحاث لوضع هذه الحدود.

### القاعدة الرابعة
استحداث طرق للرصد Procedures to monitor
بعد تحديد نقاط التحكم الحرجة ووضع ما يعرف بالحدود الحرجة، يجب أن يتم تتبع هذه النقاط للتأكد من أن هذه النقاط تحت السيطرة وضمن حدود الأمان .

### القاعدة الخامسة
استحداث إجراءات تصحيحية Corrective actions
وهو ما يتم فعله عند خروج إحدى النقاط الحرجة عن «نطـاق الأمان»وهذه القاعـدة تستلـزم وضع خطة مسبقة لمواجهة فقدان السيطرة على إحدى الخطوات التصنيعية الحرجة، للحد من الأضرار التي قد تلحق بالمستهلك.مع وجوود امكانية للتحسسين المستمر بتوثيق كل المشاكل التي لم ترد سابقا في الخطط الموضوعة سلفا

### القاعدة السادسة
استحداث نظام للتدقيق Verification.
تهدف هذه القاعدة إلى ضمان صلاحية النظام ولعمل التحوير اللازم وإدخال بعض التحسينات إذا لزم الأمر، وهذا يستلزم القيام بما يلي:
الملاحظة الدورية.
معايرة المعدات وأجهزة القياس؛ كالمجس الحراري ومقياس درجة الحموضة (pH).
مراجعة السجلات والقرارات المتخذة.
يمكن أن يتم التدقيق من قبل المؤسسة نفسها أو بواسطة جهة أخرى كالجهات الرقابية الرسمية، أو من القطاع الخاص.

### القاعدة السابعة
استحداث نظام للتوثيق Documentation.
يستلزم التدقيق الرجوع إلى السجلات لتقييم النظام وعليه فإن نظام الحاسب يتطلب توثيقا بشكل مكتوب أو بأي طريقة أخرى يمكن الرجوع إليها ويجب أن تكون السجلات بسيطة وسهلة لحث العمالة على القيام بها.

## أيزو 22000
أيزو 22000 هي معايير مصممة ل تساعد على دمج قواعد الHACCP مع القضايا المتعلقة بحفظ الأغذية.

### مراحل تنفيذ نظام تحليل المخاطر
مراحل تنفيذ نظام تحليل المخاطر (Carrying out a HACCP Study) هي:
- المرحلة 1: تحديد الاختصاصات.
- المرحلة 2: حدد فريق HACCP.
- المرحلة 3: وصف المنتج.
- المرحلة 4: تحديد الاستخدام المقصود.
- المرحلة 5: إنشاء مخطط التدفق.
- المرحلة 6: تحقق من مخطط التدفق.
- المرحلة 7: تحديد وتحليل المخاطر وتدابير مكافحتها.
- المرحلة 8: تحديد نقاط التحكم الحرجة.
- المرحلة 9: إنشاء حدود الحرجة.
- المرحلة 10: وضع إجراءات مراقبة.
- المرحلة 11: وضع الإجراءات التصحيحية.
- المرحلة 12: تحقق من دراسة نظام تحليل المخاطر.
- المرحلة 13: إنشاء الوثائق.
- المرحلة 14: مراجعة دراسة نظام تحليل المخاطر.